# Comuna Avratîn, Liubar
Avratîn (în ucraineană Авратинська сільська рада) este o comună în raionul Liubar, regiunea Jîtomîr, Ucraina, formată din satele Avratîn (reședința) și Kîrîiivka.

## Demografie
Componența lingvistică a comunei Avratîn
     Ucraineană (99,61%)
     Alte limbi (0,39%)
Conform recensământului din 2001, majoritatea populației comunei Avratîn era vorbitoare de ucraineană (99,61%), existând în minoritate și vorbitori de alte limbi.